# August Decker
Christian August Heinrich Decker (* 13. Oktober 1806 in Husum; † 11. Juni 1884 in Schnarup-Thumby) war ein deutscher evangelisch-lutherischer Geistlicher und Autor.

## Leben
August Decker war ein Sohn des Pastors Jacob Decker (1773–1834, ab 1827 Pastor in Reinfeld). Sein jüngerer Bruder Christian Friedrich Karl Decker (1818–1864) wurde ebenfalls Pastor. Beide werden mitunter als Autoren verwechselt. Ihre Schwester Auguste (* 1822) war 1850–1878 Vorsteherin des  Asyls am Neuendeich, einer sozialen Einrichtung für weibliche Strafentlassene.
August studierte ab 1828 Evangelische Theologie an den Universitäten Kiel und Berlin. 1830 machte er sein Amtsexamen auf Schloss Gottorf mit dem II. Character mit rühmlicher Auszeichnung, und arbeitete zunächst, wie damals üblich, als Hauslehrer. Im März 1833 wurde er Collaborator und 1836 Subrektor an der Schule in Meldorf. 1843 erhielt er seine erste Pfarrstelle als Pastor in Klein Wesenberg. 1863 wechselte er nach Leezen, und 1875 auf die Pfarrstelle Thumby und Struxdorf in Angeln.
Decker galt in seiner Zeit als „der Führer der streng lutherischen Richtung in Schleswig-Holstein“ (Neuluthertum). Eine literarische Fehde Deckers mit dem liberalen Eckernförder Pastor Karl Wilhelm Johannes Lühr führte 1881 zu einem Lehrverfahren gegen Lühr. Das Konsistorium verfügte Lührs Entlassung wegen Irrlehre, die nach seiner Berufung durch das Preußische Ministerium der geistlichen, Unterrichts- und Medizinalangelegenheiten in eine Vermahnung umgewandelt wurde.

## Werke
- Ordnung des Gottesdienstes und der Kirchlichen Handlungen. Altona 1845
- Die Revolution in Schleswig-Holstein: eine Zuschrift an alle ernste Christen unter Deutschen und Dänen, die Gottes Wort lieben und hören. Hamburg: Perthes-Besser & Mauke 1850
- Ueber Gustav-Adolph-Verein und Bekenntniß: Acten, nebst vier Sendschreiben. Hamburg: Nolte 1861
- Was wir predigen und lehren. Hamburg 1862
- Die Ständeversammlung keine Kirchenversammlung. Hamburg: Nolte 1863
- Die Passion des Herrn: nach den vier Evangelien synoptisch dargestellt für die Gebildeten in der Gemeinde. Kiel: Homann 1865
- Bekenntnisskirche und Landeskirche. 1871
- Die Resolution des Kultusministers bezüglich der Amtsentlassung des Pastor Lühr. 1883